# Marius Toudoire
Denis Marius Toudoire (Tolone, 15 novembre 1852 – Parigi, 11 marzo 1922) è stato un architetto francese.
In particolare realizzò stazioni per la Compagnie des chemins de fer de Paris à Lyon et à la Méditerranée (PLM), comprese le principali stazioni: Parigi Lione a Parigi, Bordeaux-Saint-Jean e Toulouse-Matabiau. Realizzò anche la Grande Poste d'Alger.

## Biografia

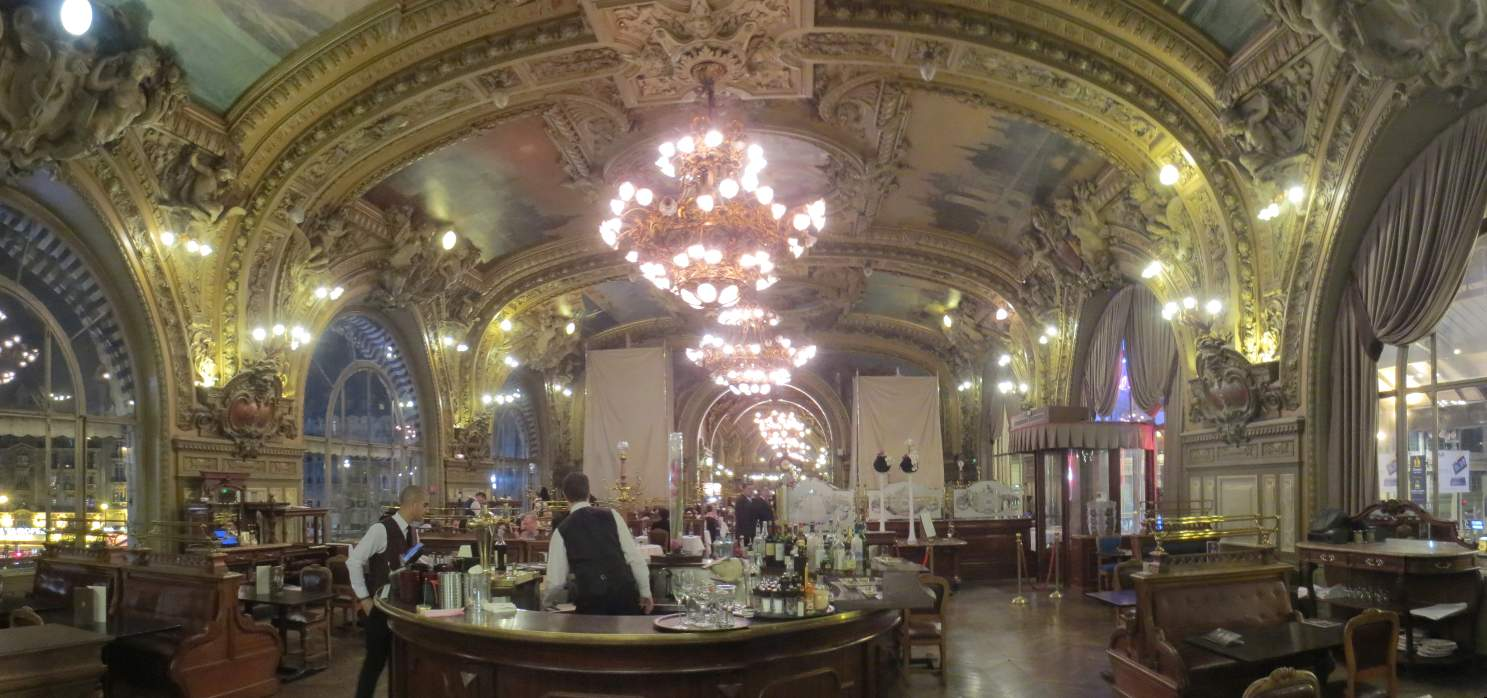
Ristorante Le Train bleu, Parigi, Gare de Lyon.

Marius Toudoire era il figlio di Augustin Martin Toudoire e Chritine Élisabeth Joye.
Si iscrisse alla École nationale supérieure des beaux-arts di Parigi dove studiò con Charles-Auguste Questel (1807-1888), secondo al Prix de Rome, e con il suo allievo Jean-Louis Pascal (1837-1920) primo al Prix de Rome. nel 1866. Si laureò nel 1879  .
Fu incaricato, dal Consiglio di amministrazione della Compagnie des chemins de fer de Paris à Lyon et à la Méditerranée (PLM), presieduto da Stéphane Adolphe Dervillé, della costruzione della Gare de Lyon a Parigi e di avere un occhio attento nella decorazione di questo edificio, in particolare nella scelta degli artisti e nella realizzazione delle opere secondo le prescrizioni del Consiglio.
Aveva i suoi uffici nel 1895 in 88, rue Saint-Lazare.
Ispettore degli Edilizia Civile per il Ministero della Guerra, fu architetto dei Palazzi delle Manifatture Nazionali all'Esposizione Universale del 1900.
Morì l'11 marzo 1922 a casa sua, al 4, rue Sainte-Anne nel I arrondissement di Parigi. Il 14 marzo venne celebrata una funzione religiosa presso la chiesa di Saint-Roch, seguita da una sepoltura nel cimitero di Garches.

## Opere
- dal 1889 al 1898: Bordeaux Stazione di Bordeaux-Saint-Jean.
- 1895: costruzione per Higarède al 172, rue Marcadet a Parigi.
- 1895-1902: Gare de Lyon a Parigi (incluso il ristorante Le Train Bleu [3]).
- dal 1903 al 1905: Stazione di Tolosa-Matabiau.
- dal 1905 al 1908: una trentina di edifici per la mostra franco-britannica del 1908 a Shepherd's Bush vicino a Londra, in collaborazione con il collega inglese Imre Kiralfy.
- 1910-1913:
  - la Grande Poste d'Alger in collaborazione con Jules Voinot;
  - Municipio a Bône in Algeria;
  - prefettura di Costantina in Algeria.
- 1910: Stazione di Cusset (Allier).
- 1912: Stazione di Châtel-Guyon (Puy-de-Dôme).

Stazioni ferroviarie
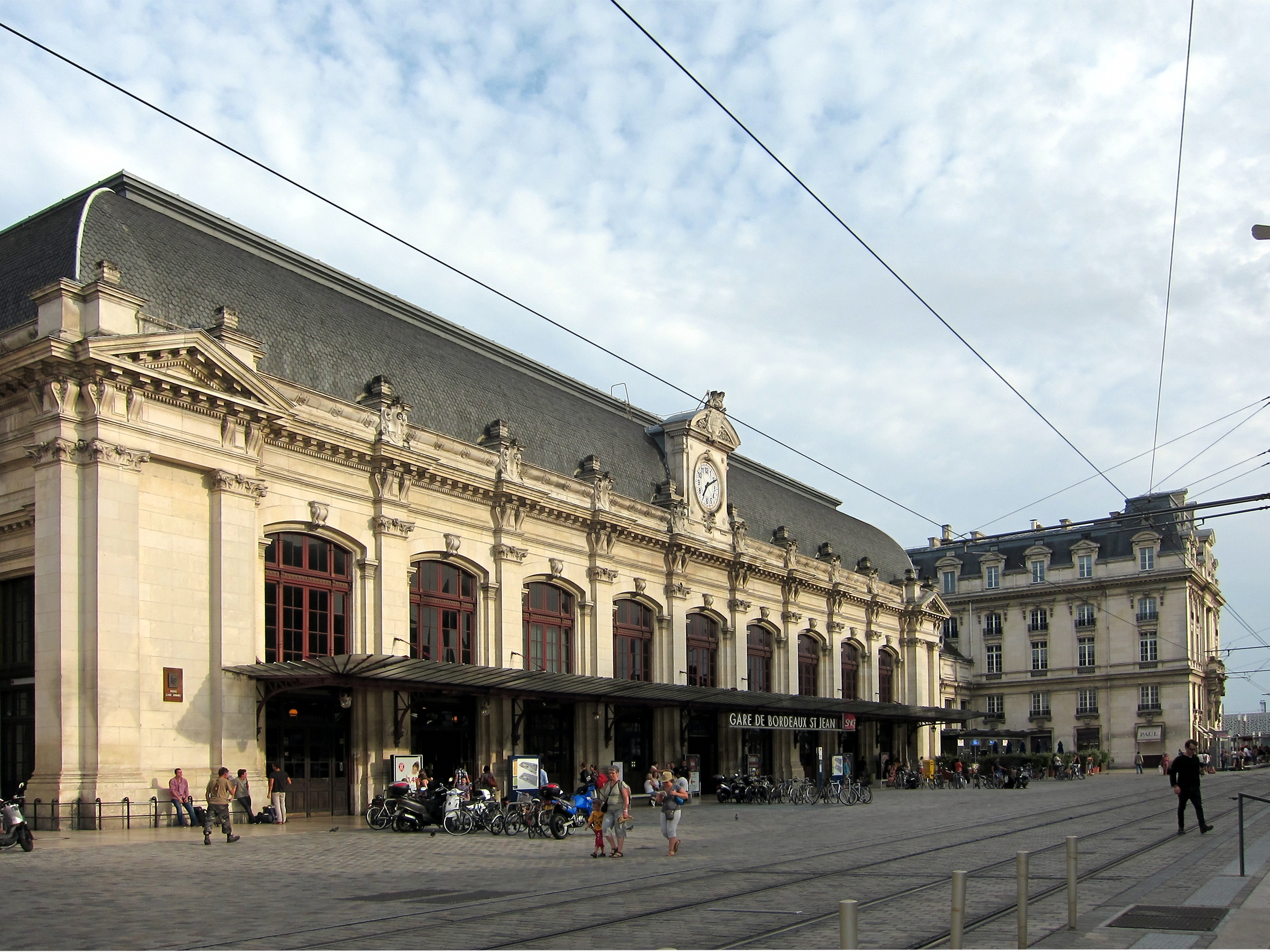
Stazione di Bordeaux-Saint-Jean.
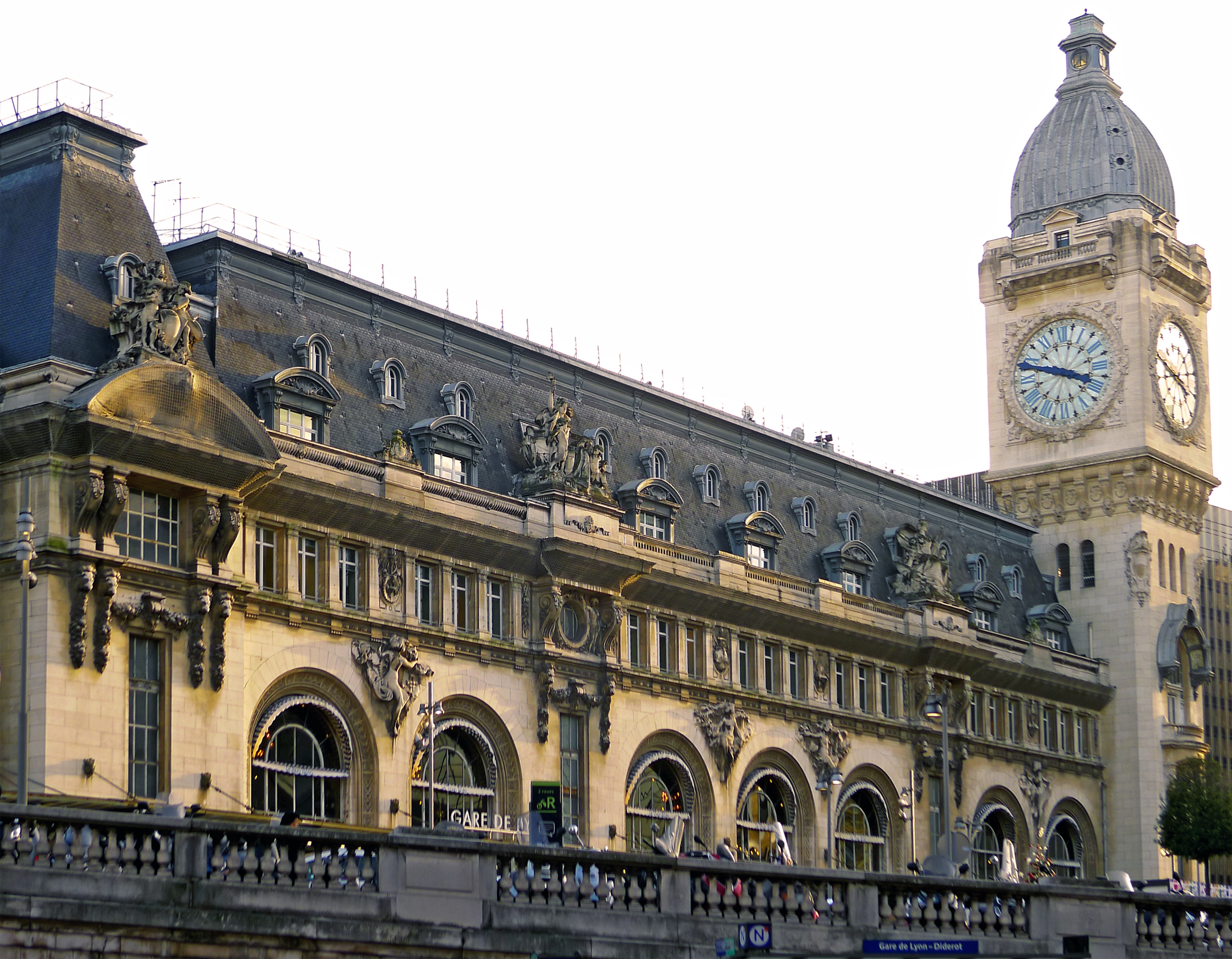
Gare de Lyon a Parigi.
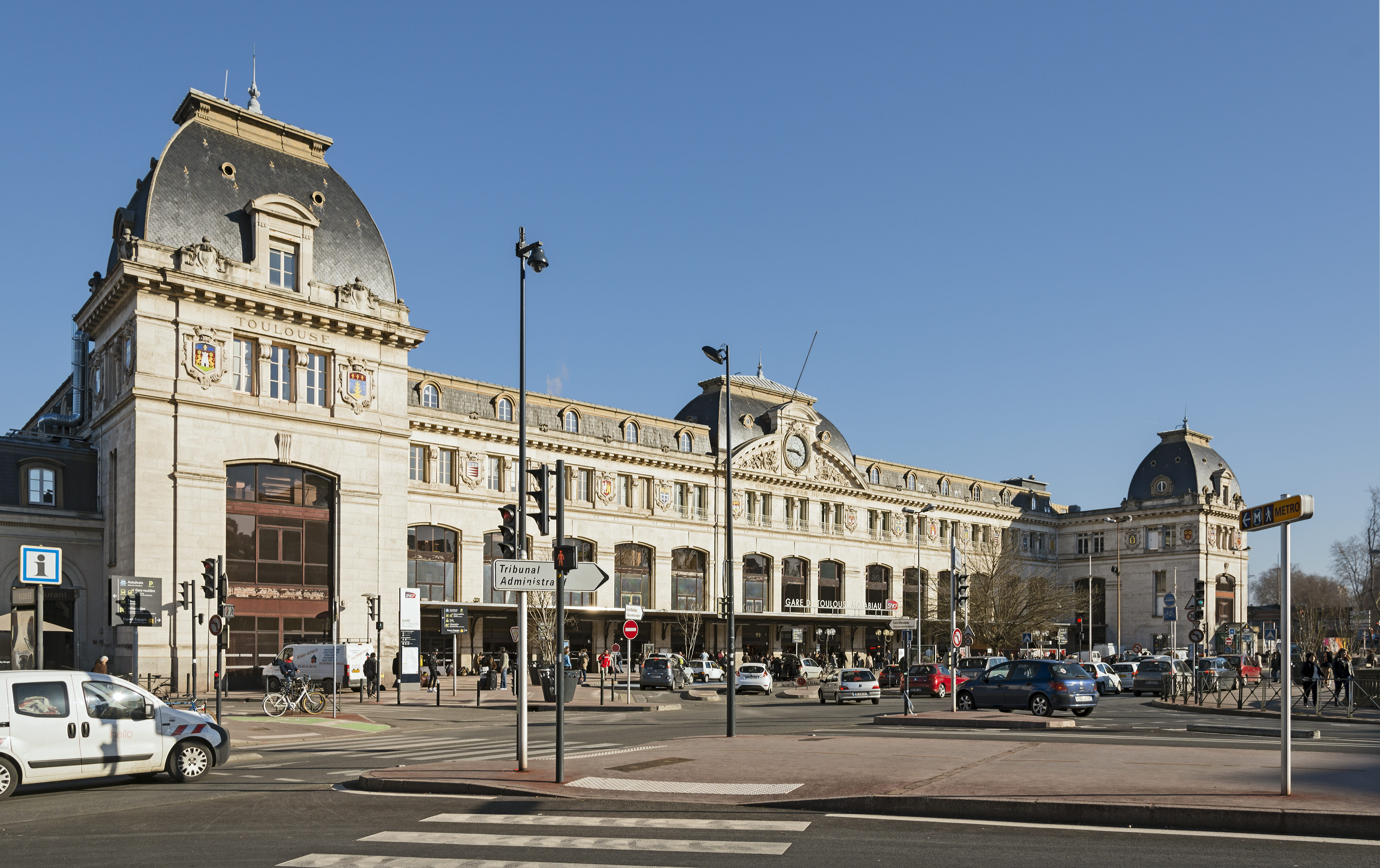
Stazione di Tolosa-Matabiau.

## Riconoscimenti
il 14 agosto 1900 venne nominato Cavaliere della Legion d'onore per la sua partecipazione all'Esposizione Universale del 1900 a Parigi come architetto del Palazzo delle Manifatture Nazionali.

Il palazzo delle manifatture nazionali all'Esposizione Universale di Parigi
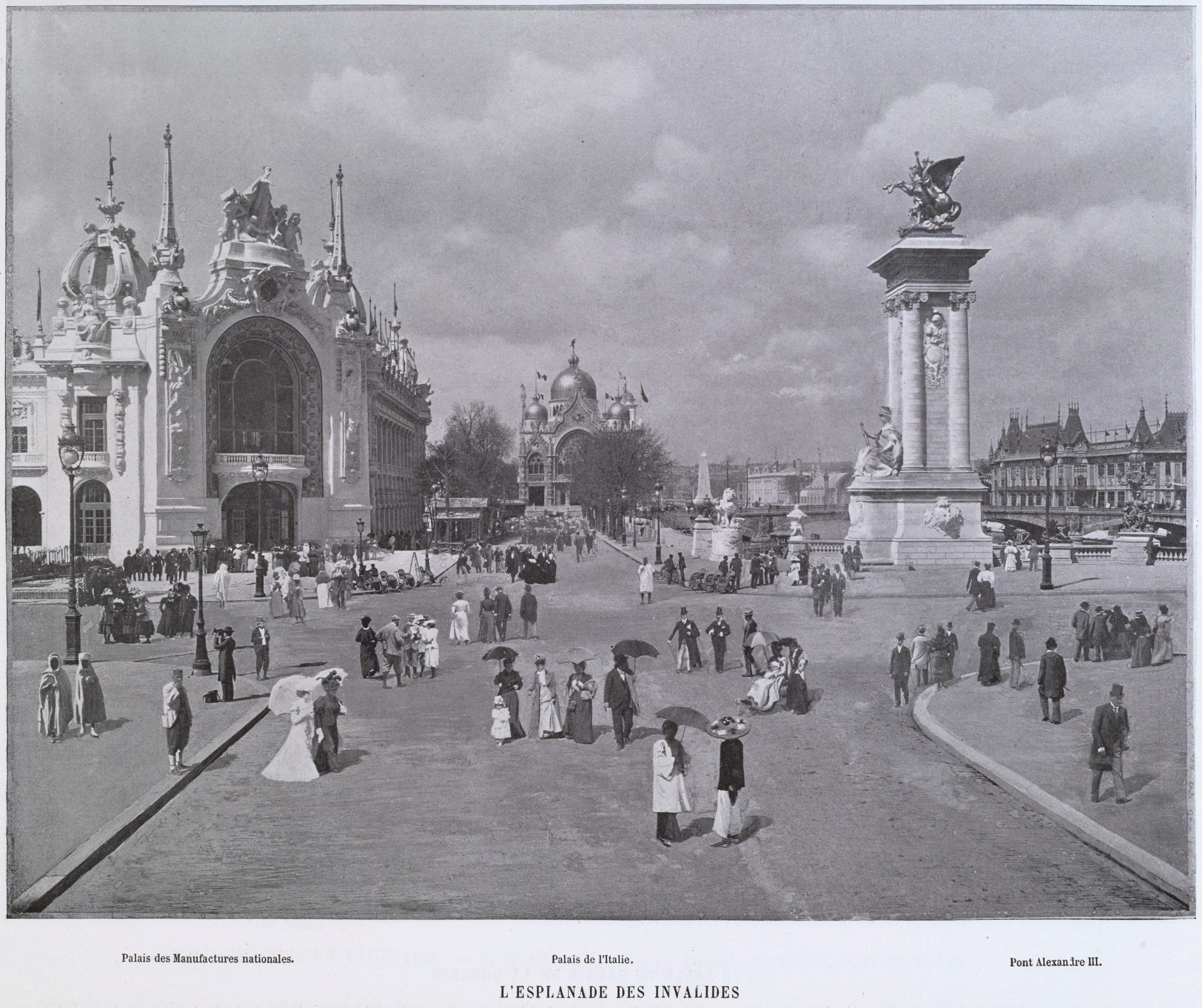
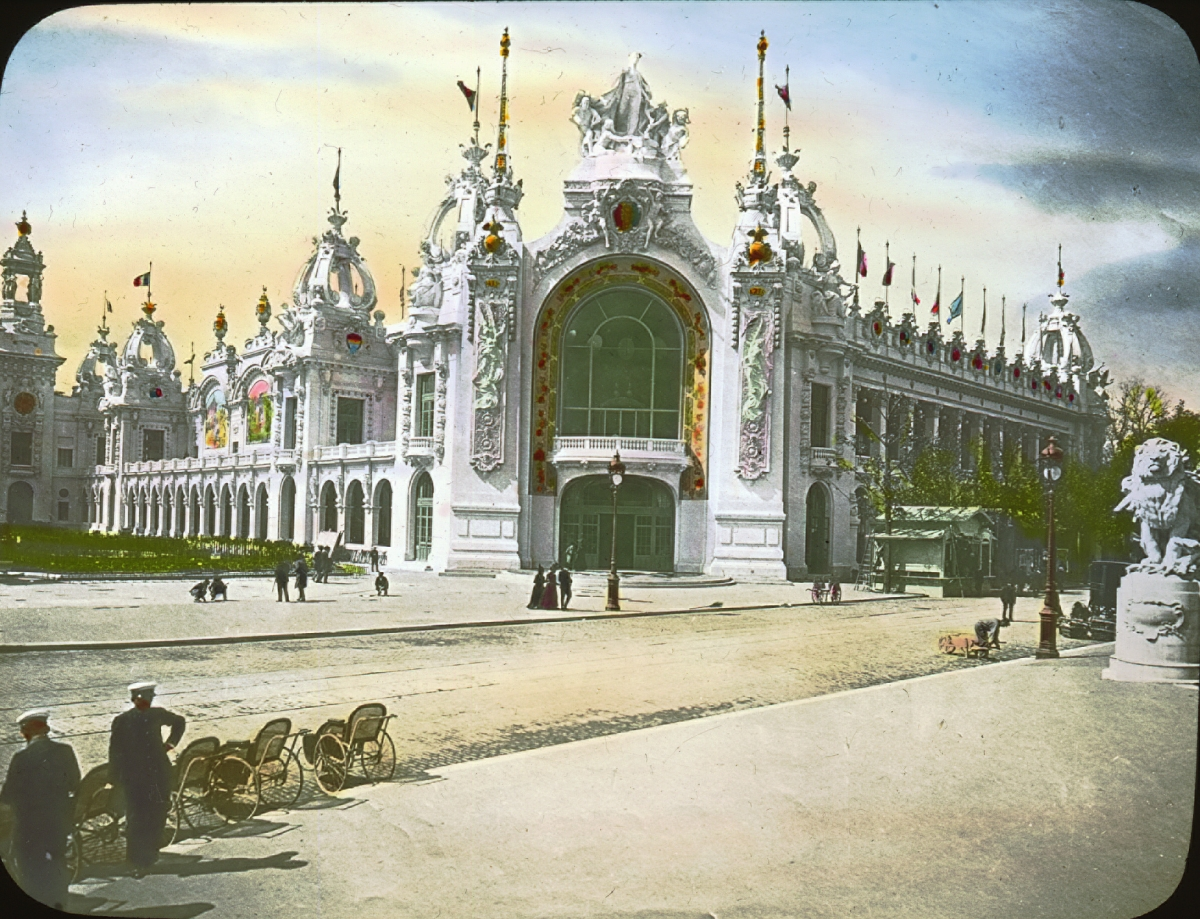
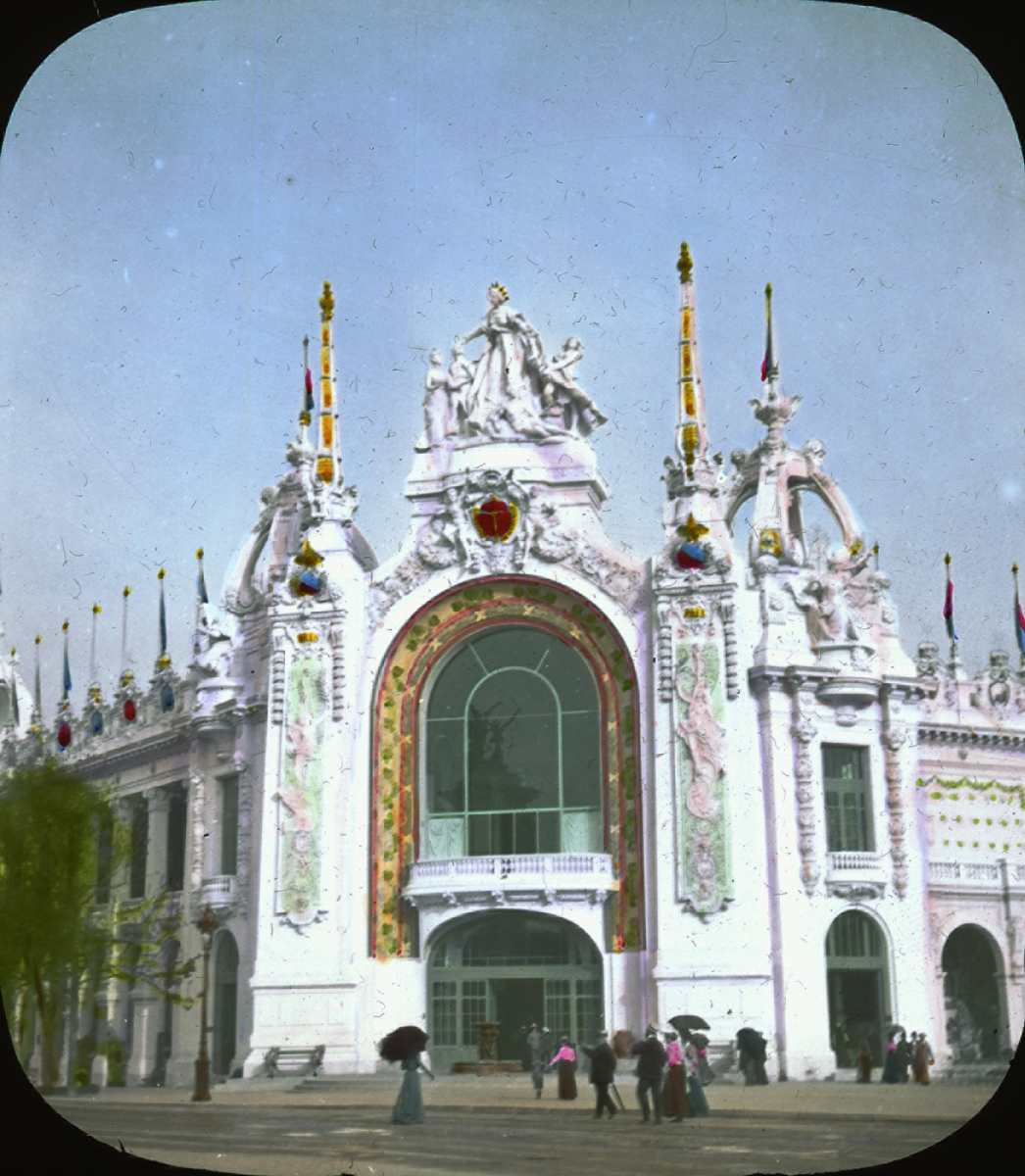